# Michael Shanks
Michael Garrett Shanks (Vancouver, Canadá; 15 de diciembre de 1970) es un actor canadiense famoso por interpretar al Dr. Daniel Jackson en la serie de televisión Stargate SG-1 basada en la película Stargate; además de dar vida al superhéroe alado de DC Comics Hawkman en la serie de televisión Smallville. También interpretó a uno de los protagonistas de la serie Saving Hope, donde interpreta al doctor Charlie Harris junto a Erica Durance y Daniel Gillies.

## Vida personal
Se crio en Kamloops en la Columbia Británica, siendo el menor de dos hermanos.
Creció colaborando en el colegio e instituto en varias actividades extraescolares como hockey sobre hielo (en posición de defensa); rugby; miembro del consejo estudiantil y del grupo de teatro. Dentro de este grupo, uno de los papeles que interpretó fue el del león cobarde de la obra El Mago de Oz, que posteriormente volvería a interpretar en un episodio de la serie Stargate SG-1. Al igual que actuar, también probó suerte en la dirección de obras de teatro, aunque en aquel momento ni la interpretación ni la dirección formaban parte de su idea de futuro.
A los 16 años decide que su futuro no pasa por convertirse en un jugador profesional de hockey sobre hielo, aunque mantiene hasta hoy en día su gran afición por este deporte y en especial por el equipo canadiense de los Canucks de Vancouver (aunque admite sinceramente que «a veces son malísimos»). Hoy en día juega hockey con el equipo de Stargate, formado por otros miembros de la producción de la serie frente a otros equipos formados por actores y profesionales del mundo del cine y de la televisión que trabajan en Vancouver.
Una vez que decide que el hockey profesional no era lo suyo, Michael ingresa en la Universidad de la Columbia Británica en la carrera de Economía, mientras se financia sus estudios con trabajos en la industria de la madera y de la construcción. Cuando suspende la asignatura de cálculo y se queda a medio crédito de conseguir su licenciatura en Economía, se apunta a clases de teatro, lo cual determina su futuro y le hace cambiar de parecer en cuanto a su futuro, graduándose en 1994 en Bellas Artes, especialidad de teatro.
Michael tiene una hija (Tatiana, nacida en agosto de 1999) junto con la actriz Vaitiare Bandera,  que interpreta a Sha're en Stargate SG-1.
El 2 de agosto de 2003 se casa con la también actriz Lexa Doig a la que conoce durante el rodaje de su primer episodio en la serie  Andrómeda, "Estrella Cruzada". El 13 de septiembre de 2004 la pareja da la bienvenida a su primera hija Mia Tabitha. 18 meses más tarde, el 19 de marzo de 2006, nace el segundo hijo de la pareja, Samuel David.

## Actividad profesional
Una vez fuera de la universidad, Michael sigue su formación en teatro con dos años en el Festival de Stratford (Ontario), donde consigue pequeños papeles. Hasta hoy en día su papel soñado es el de Enrique V de la obra de Shakespeare Enrique V, aunque opina que la obra se encuentra obsoleta por la manera en la que se centra en un rey tiránico.[cita requerida]
Tras su paso por diferentes papeles en series de televisión como Madison, The Commish y Highlander, en 1997 Michael consigue una audición para el papel del Dr. Daniel Jackson en Stargate SG-1, el spin-off de la película Stargate. Según el productor de la serie, Brad Wright, Michael consiguió el papel por su perfecta imitación de la interpretación de James Spader en la película y porque a diferencia de éste, Michael podía hacer comedia con el personaje.
En 1999, entre las temporadas dos y tres de la serie, Michael consiguió el personaje de Hamlet en una pequeña producción en Vancouver. Aunque el tiempo de ensayos y la crítica es variada, Michael describe la experiencia como apasionante y divertida.
Tras cinco temporadas en Stargate SG-1, Michael dejó la serie señalando como razones la falta de utilidad de su personaje en las historias. La decisión tomada por el actor provocó un gran revuelo entre los miles de fanes de la serie, los cuales comenzaron una campaña en Internet y en las apariciones públicas de actores o cuerpo técnico de la serie, para que el personaje de Daniel Jackson volviese a la serie (para más información en inglés dirigirse a SaveDanielJackson). El 8 de noviembre de 2002, después de más de un año de campaña, la productora responsable de la serie anunció la vuelta al reparto del actor y su compromiso para la séptima temporada de la serie.
Durante el año que pasó fuera de la producción de Stargate SG-1, Michael consiguió papeles en películas como Suddenly Naked, Suspicious River, Por toda la ciudad (basada en una novela de Mary Higgins Clark) y la ganadora de un Emmy Puerta a puerta (Door to Door) con William H. Macy, Helen Mirren y Kyra Sedgwick. También consiguió algunos apariciones especiales en series como The Outer Limits y Andrómeda, e interpretó a Adam Wade en la adaptación de la película Sumuru de Max Rohmer que se filmó en Sudáfrica.
Aunque no formaba parte del elenco principal de actores de Stargate SG-1, durante la sexta temporada aparece en 3 episodios: "Abyss", "The Changeling" (escrito por su compañero de reparto y amigo Christopher Judge, quien interpreta a Teal'c) y "Full Circle"0 ,capítulo final de la temporada; al igual que continúa proporcionando la voz de Thor, el líder de Asgard.
Durante los 10 años de duración de Stargate SG-1, Michael también ha dirigido y escrito para la serie. Su debut en la dirección llegó con el episodio de la cuarta temporada "Double Jeopardy". Aunque el resultado de su dirección fue bien acogido, la experiencia personal de Michael fue agridulce: «Todo el mundo estaba preparado para la idea de que yo dirigiera, pero nadie, especialmente yo, estaba preparado para la situación en la que acabé. Sabía que me iba a sentir como un pez fuera del agua, pero nunca imaginé cuánto. Sin embargo, aprendí un montón de cosas con la dirección de ese capítulo, lo suficiente como para pensar que si dirigí ese episodio podía dirigir sin problemas alguno más sencillo. Lo que hizo por mí, fue presentar todos los pros y los contras de la producción. Estoy agradecido de poder decir que la experiencia no me ha echado atrás de futuras ofertas para dirigir».[cita requerida]
Durante la séptima temporada decide escribir un episodio, "Resurrección", que acabaría siendo dirigido por su compañera de reparto, la actriz Amanda Tapping; igualmente en esta temporada idea la historia que llevaría a escribir los episodios "Evolución" y "Evolución II".
Durante el descanso de rodaje de la serie en 2006, Michael filma la película para televisión Under the Mistletoe para Lifetime Network.
Al final de la producción de la décima temporada de Stargate SG-1, Michael viaja a Bulgaria para filmar la película para el canal americano SciFi Channel, MegaSnake. Inmediatamente después de su regreso a Canadá comienza a rodar una nueva película para Lifetime Network, Judicial Indiscretion con la ganadora de un Óscar Anne Archer.
Más tarde consigue el papel de Mark Bishop en la serie de Fox Television 24 que se emitió por primera vez en EE. UU. en abril y mayo de 2007.
De nuevo en Vancouver, comienza el rodaje de las dos películas continuación de la serie Stargate SG-1, El Arca de la Verdad y El Continuo. Ambas películas son lanzadas comercialmente para su distribución en DVD durante el año 2008.
En 2006, Michael y su compañero y amigo Christopher Judge fundan la productora Slacktwaddle. Su primera creación durante el año 2007 es el calendario de Mujeres de la Ciencia Ficción, en el que aparecen actrices como Lexa Doig, Teryl Rothery o Erica Durance. Se prevé que un futuro saquen un calendario de Hombres de la Ciencia Ficción.[cita requerida] Los dos actores además actuarán como productores ejecutivos y protagonistas de una nueva serie escrita por Cristopher Judge llamada Angel's Rage.

## Filmografía

### Televisión
| Año        | Título                                 | Papel                                     | Notas                                                      |
| ---------- | -------------------------------------- | ----------------------------------------- | ---------------------------------------------------------- |
| 1993       | Highlander: The Series                 | Jesse                                     | Episodio: "The Zone"                                       |
| 1995       | A Family Divided                       | Todd                                      | Película de televisión                                     |
| 1997       | The Call Of The Wild: Dog Of The Yukon | A gambler                                 | Película de televisión                                     |
| 1997–2007  | Stargate SG-1                          | Daniel Jackson / Machello / Voice of Thor | Main role                                                  |
| 1998, 2000 | The Outer Limits                       | Melburn Ross / Dr. Will Olsten            | Episodio: "Mary 25" / Episodio: "Manifest Destiny"         |
| 1999       | Escape from Mars                       | Bill Malone, Mission Architect            | Película de televisión                                     |
| 2001       | Andromeda                              | Balance of Judgment/Gabriel               | Episodio: "Star-Crossed", "Day of judgement, Day of Wrath" |
| 2002       | All Around the Town                    | Justin Donnelly                           | Película de televisión                                     |
| 2002       | Door to Door                           | John Brady                                | Película de televisión                                     |
| 2004       | Stargate Atlantis                      | Daniel Jackson                            | 3 episodios                                                |
| 2005       | CSI Miami                              | Doug Stets                                | Episodio "Payback", Temp. 4, Episodio 11                   |
| 2005       | Swarmed                                | Kent Horvath                              | Película de televisión                                     |
| 2006       | Under the Mistletoe                    | Kevin Harrison                            | Película de televisión                                     |
| 2007       | Mega Snake                             | Les Daniels                               | Película de televisión                                     |
| 2007       | 24                                     | Mark Bishop                               | 3 episodios                                                |
| 2007       | Eureka                                 | Christopher Dactylos                      | Episode: "All That Glitters..."                            |
| 2008       | The Lost Treasure of The Grand Canyon  | Jacob Thain                               | Película de televisión                                     |
| 2008       | Stargate: The Ark of Truth             | Daniel Jackson                            | Película de televisión                                     |
| 2008       | Stargate: Continuum                    | Daniel Jackson                            | Película de televisión                                     |
| 2008       | Desperate Escape                       | Michael Coleman                           | Película de televisión                                     |
| 2008       | Burn Notice                            | Victor                                    | 4 episodios                                                |
| 2008       | Living Out Loud                        | Brad Marshall                             | Película de televisión                                     |
| 2009       | Sanctuary                              | Jimmy                                     | Episodio: "Penance"                                        |
| 2010       | Tower Prep                             | Dr. Literature                            | Episodio: "Book Report"                                    |
| 2010       | Smallville                             | Hawkman / Carter Hall                     | 4 episodios                                                |
| 2010       | Supernatural                           | Rob                                       | Episodio: "99 Problems"                                    |
| 2011       | Flashpoint                             | David Fleming                             | Episodio: "Blue on Blue"                                   |
| 2011       | Christmas Lodge                        | Jack Rand                                 | Película de televisión                                     |
| 2011       | The Pastor's Wife                      | Matthew Winkler                           | Película de televisión                                     |
| 2012–2017  | Saving Hope                            | Charlie Harris                            | Papel principal                                            |
| 2013       | Mr. Hockey: The Gordie Howe Story      | Gordie Howe                               | Película de televisión                                     |
| 2016       | Hearts of Spring                       | Andy                                      | Película de televisión                                     |
| 2017       | Christmas Homecoming                   | Sgt. Jim Mullins                          | Película de televisión                                     |
| 2018       | The Detectives                         | Det. Doug Morrison                        | Episodio: "The Last Fare"                                  |
| 2019       | Unspeakable                            | Will Sanders                              | 8 episodios                                                |
| 2019       | Un lugar para soñar                    | Paul                                      | Episodio: "Unexpected Ending"                              |
| 2019       | The College Admissions Scandal         | Rick Singer                               | Película de televisión                                     |
| 2020       | Altered Carbon                         | Horace Axley                              | Papel recurrente                                           |
| 2020       | Project Blue Book                      | Air vice-marshal Christopher Thomas       | Episode: "Broken Arrow"                                    |

### Películas
| Año  | Título                             | Papel                     | Notas                                           |
| ---- | ---------------------------------- | ------------------------- | ----------------------------------------------- |
| 2000 | Suspicious River                   | Ball cap man              |                                                 |
| 2000 | Mr Fortune's Smile                 | James                     |                                                 |
| 2001 | The Artist's Circle                | Artist                    | Película corta                                  |
| 2001 | Suddenly Naked (aka Show and Tell) | Danny Blair/Donny Blitzer |                                                 |
| 2002 | SF Seeks                           |                           | Not released[cita requerida]                    |
| 2003 | Sumuru                             | Adam Wade                 |                                                 |
| 2007 | Mega Snake                         | Les                       |                                                 |
| 2007 | Judicial Indiscretion              | Jack Sullivan             |                                                 |
| 2010 | Arctic Blast                       | Jack Tate                 |                                                 |
| 2010 | Red Riding Hood                    | Adrien Lazar              |                                                 |
| 2011 | Tactical Force                     | Demetrius                 | Película para vídeo; título original: Hangar 14 |
| 2011 | Faces in the Crowd                 | Bryce                     |                                                 |
| 2011 | Elysium                            | Technician #3             |                                                 |
| 2011 | 13 Eerie                           | Professor Tomkins         |                                                 |
| 2012 | The Bouquet                        | Sam                       |                                                 |

### Director
| Año  | Título        | Notas                                                 |
| ---- | ------------- | ----------------------------------------------------- |
| 2001 | Stargate SG-1 | Episodio 4.21: "Double Jeopardy"                      |
| 2014 | Saving Hope   | Episodio 3.04: "Stand By Me"                          |
| 2016 | Saving Hope   | Episodio 4.14: "You Can't Always Get What You Want"   |
| 2017 | Saving Hope   | Episodio 5.14: "We Need to Talk About Charlie Harris" |

### Escritor
| Año  | Título        | Notas                             |
| ---- | ------------- | --------------------------------- |
| 2003 | Stargate SG-1 | Episodio 7.11 "Evolution: Part 1" |
| 2004 | Stargate SG-1 | Episodio 7.19: "Resurrection"     |

### Videojuegos
| Year | Title                       | Role                       | Notes     |
| ---- | --------------------------- | -------------------------- | --------- |
| 2005 | Stargate SG-1: The Alliance | Dr. Daniel Jackson (voice) | Cancelled |